# Tamir (rzeka)
Tamir, Tamir gol (mong. Тамир гол) – rzeka w środkowej Mongolii, w ajmaku północnochangajskim, główny lewobrzeżny dopływ Orchonu. 
Tamir powstaje z połączenia dwóch rzek, których źródła znajdują się w górach Changaj: Tamiru Południowego (Урд Тамир гол, Urd Tamir-gol) długości 165 km i powierzchni zlewni 2470 km² oraz Tamiru Północnego (Хойт Тамир гол, Chojt-Tamir-gol) długości 180 km i powierzchni zlewni 2990 km². Długość Tamiru wynosi 50 km, wpada do Orchonu, którego jest głównym lewobrzeżnym dopływem. Zarówno Południowy, jak i Północny Tajmyr są rzekami górskimi z kamienistym dnem, w niższym biegu meandrującymi. Dna dolin tych cieków porośnięte są obfitą roślinnością łęgową, w tym drzewiastą.
W dolinie Tamiru, w pobliżu ujścia do Orchonu, odkryto stanowisko archeologiczne reprezentujące zespół cmentarzysk od neolitu po czasy imperium mongolskiego. Nieopodal znajdują się wały ziemne dużego grodziska należącego do Xiongnu. 
Z kolei w dolinie Tamiru Północnego występują kurhany i petroglify z epoki brązu wykonane na skałach i licznych kamiennych stelach, przedstawiające różne zwierzęta, głównie konie, sylwetki ludzkie oraz rydwany, w tym z zaprzęgami. Znajdują się tam także pokryte wizerunkami ludzi i zwierząt, zwłaszcza jeleni tzw. kamienie jeleni, których zespół z tej doliny wpisano na listę światowego dziedzictwa UNESCO. 
Na NW od ujścia Tamiru do Orchonu leży eksploatowane odkrywkowo złoże rud żelaza o nazwie Tamir gol. 
Do nazwy rzeki nawiązuje wydana w 1971 (w Polsce w 1980 i 1981) powieść pisarza Lodojdamby pt. „Przejrzysty Tamir”, opisująca przemiany społeczno-polityczne ludzi zamieszkujących dolinę tej rzeki w I poł. XX w..